# Kali (fotbalista)
Carlos Manuel Gonçalves Alonso, známější jako Kali (*11. října 1978, Luanda) je angolský fotbalový obránce. V současnosti hraje za Primeiro de Agosto.
Měří 187cm, váží 80kg. Svoji fotbalovou kariéru strávil převážně v Portugalsku, reprezentuje však svoji rodnou zem – Angolu.
Za angolský národní tým si zahrál i na mistrovství světa ve fotbale 2006 v Německu.